# Motleyia borneensis
Motleyia borneensis är en måreväxtart som beskrevs av Jan Thomas Johansson. Motleyia borneensis ingår i släktet Motleyia och familjen måreväxter. Inga underarter finns listade i Catalogue of Life.